# منطقة دير
الدیر ھوا واحد منطقه وضلع مواقع فی اقلیم خيبر بختونخوا،الباکستان۔دیر هو وادي ومقاطعة في شمال غرب محافظة خیبر بختونخوا، باكستان. عاصمة المقاطعة والمدينة الرئيسية في وادي دیر هي تیمرکرہ. يحيط بهذا الوادي الجبال الشاهقة، والسهول الخضراء، والبحيرات التي تتميز بصفاء مياهها. تعد هذه المقاطعة من مناطق الجمال الطبيعي الخلابة، ومقصد للسياح حتى عهد قريب. وكانت تسمى باسم «ولاية دیر» حتى تم نزع اللقب منها عام 1969.

## المناخ
يظهر الجدول التالي التغييرات المناخية على مدار السنة لمنطقة دير:
| البيانات المناخية لـمنطقة دير     | البيانات المناخية لـمنطقة دير | البيانات المناخية لـمنطقة دير | البيانات المناخية لـمنطقة دير | البيانات المناخية لـمنطقة دير | البيانات المناخية لـمنطقة دير | البيانات المناخية لـمنطقة دير | البيانات المناخية لـمنطقة دير | البيانات المناخية لـمنطقة دير | البيانات المناخية لـمنطقة دير | البيانات المناخية لـمنطقة دير | البيانات المناخية لـمنطقة دير | البيانات المناخية لـمنطقة دير | البيانات المناخية لـمنطقة دير |
| الشهر                             | يناير                         | فبراير                        | مارس                          | أبريل                         | مايو                          | يونيو                         | يوليو                         | أغسطس                         | سبتمبر                        | أكتوبر                        | نوفمبر                        | ديسمبر                        | المعدل السنوي                 |
| --------------------------------- | ----------------------------- | ----------------------------- | ----------------------------- | ----------------------------- | ----------------------------- | ----------------------------- | ----------------------------- | ----------------------------- | ----------------------------- | ----------------------------- | ----------------------------- | ----------------------------- | ----------------------------- |
| الدرجة القصوى °م (°ف)             | 22.2 (72.0)                   | 23.9 (75.0)                   | 30.6 (87.1)                   | 33.9 (93.0)                   | 38.1 (100.6)                  | 41.5 (106.7)                  | 38.1 (100.6)                  | 37.4 (99.3)                   | 35.0 (95.0)                   | 33.9 (93.0)                   | 28.0 (82.4)                   | 23.0 (73.4)                   | 41.5 (106.7)                  |
| متوسط درجة الحرارة الكبرى °م (°ف) | 11.3 (52.3)                   | 12.0 (53.6)                   | 16.1 (61.0)                   | 22.5 (72.5)                   | 27.9 (82.2)                   | 32.4 (90.3)                   | 31.2 (88.2)                   | 30.1 (86.2)                   | 28.9 (84.0)                   | 25.3 (77.5)                   | 20.1 (68.2)                   | 13.9 (57.0)                   | 22.6 (72.7)                   |
| المتوسط اليومي °م (°ف)            | 4.4 (39.9)                    | 5.3 (41.5)                    | 9.5 (49.1)                    | 15.0 (59.0)                   | 19.8 (67.6)                   | 23.9 (75.0)                   | 25.1 (77.2)                   | 24.2 (75.6)                   | 21.2 (70.2)                   | 16.3 (61.3)                   | 11.2 (52.2)                   | 6.4 (43.5)                    | 15.1 (59.2)                   |
| متوسط درجة الحرارة الصغرى °م (°ف) | −2.5 (27.5)                   | −1.5 (29.3)                   | 3.0 (37.4)                    | 7.6 (45.7)                    | 11.6 (52.9)                   | 15.5 (59.9)                   | 19.1 (66.4)                   | 18.3 (64.9)                   | 13.5 (56.3)                   | 7.3 (45.1)                    | 2.4 (36.3)                    | −1.2 (29.8)                   | 7.8 (46.0)                    |
| أدنى درجة حرارة °م (°ف)           | −10.6 (12.9)                  | −13.9 (7.0)                   | −4.4 (24.1)                   | −1.1 (30.0)                   | 2.9 (37.2)                    | 8.3 (46.9)                    | 10.0 (50.0)                   | 7.9 (46.2)                    | 3.3 (37.9)                    | 0.1 (32.2)                    | −7.2 (19.0)                   | −9.4 (15.1)                   | −13.9 (7.0)                   |
| الهطول مم (إنش)                   | 120.6 (4.75)                  | 176.7 (6.96)                  | 253.7 (9.99)                  | 166.3 (6.55)                  | 86.1 (3.39)                   | 54.4 (2.14)                   | 160.0 (6.30)                  | 168.6 (6.64)                  | 83.7 (3.30)                   | 50.3 (1.98)                   | 58.1 (2.29)                   | 90.3 (3.56)                   | 1٬468٫8 (57.85)               |
| ساعات سطوع الشمس الشهرية          | 131.6                         | 129.7                         | 145.8                         | 195.4                         | 254.2                         | 282.4                         | 247.1                         | 223.8                         | 224.1                         | 221.7                         | 202.5                         | 140.0                         | 2٬398٫3                       |
| المصدر: NOAA (1971-1990)          |                               |                               |                               |                               |                               |                               |                               |                               |                               |                               |                               |                               |                               |

## أعلام
- سفيان الله خان